# Herrschaft Elsterberg

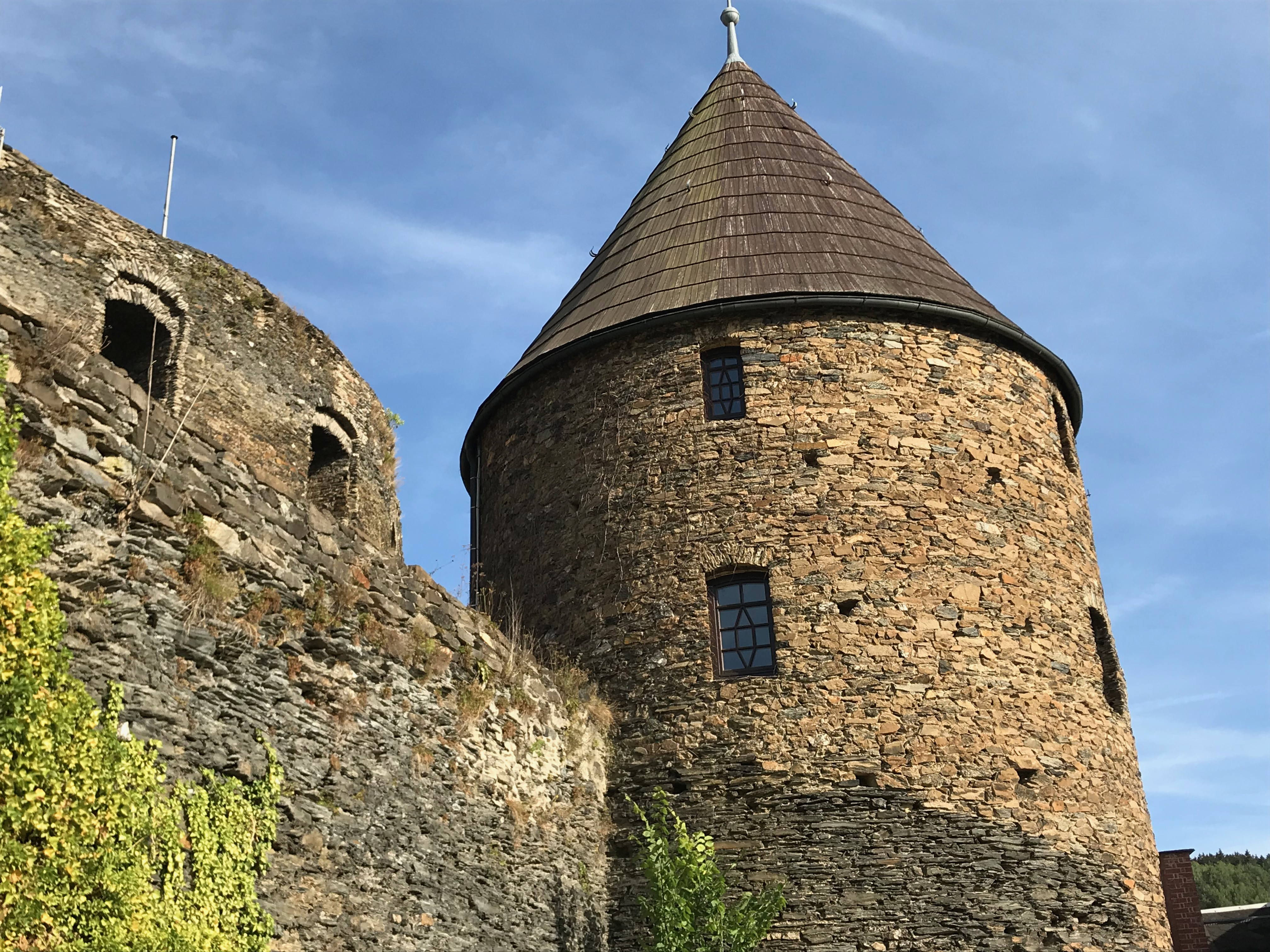
Burgruine Elsterberg (2018)

Die Herrschaft Elsterberg war eine territoriale Verwaltungseinheit innerhalb des Vogtländischen Kreises, im Südwesten des heutigen Sachsens. Sie wurde komplett von dem Herrschaftsgebiet der Vögte umschlossen.

## Geographische Ausdehnung

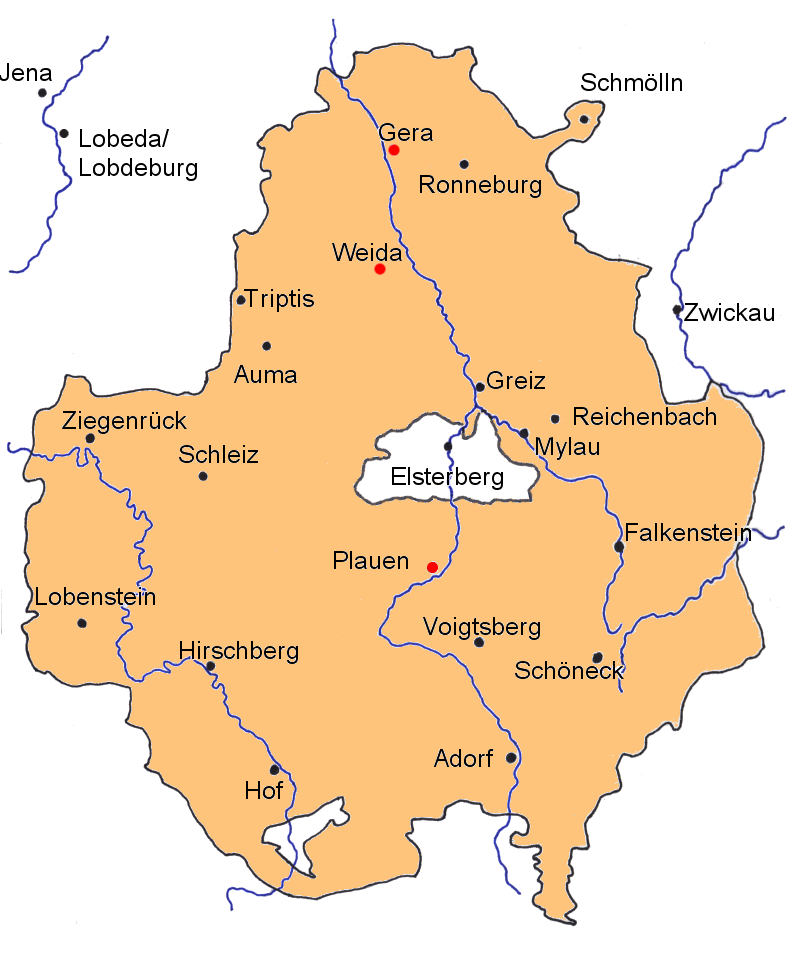
Herrschaftsgebiet der Vögte von Weida, Gera und Plauen um 1350, in der Mitte die Enklave der Herrschaft Elsterberg der Lobdeburger

Namensgeber der Herrschaft ist die Burg Elsterberg, oberhalb der Weißen Elster. Das Gebiet der Herrschaft Elsterberg lag zum größten Teil in einer Talweitung der Weißen Elster.

## Angrenzende Verwaltungseinheiten
|                  | Haus Reuß                                   |                  |
| Haus Reuß        | Kompassrose, die auf Nachbargemeinden zeigt | Herrschaft Mylau |
| Vögte von Plauen | Herrschaft Mylau                            |                  |

## Geschichte

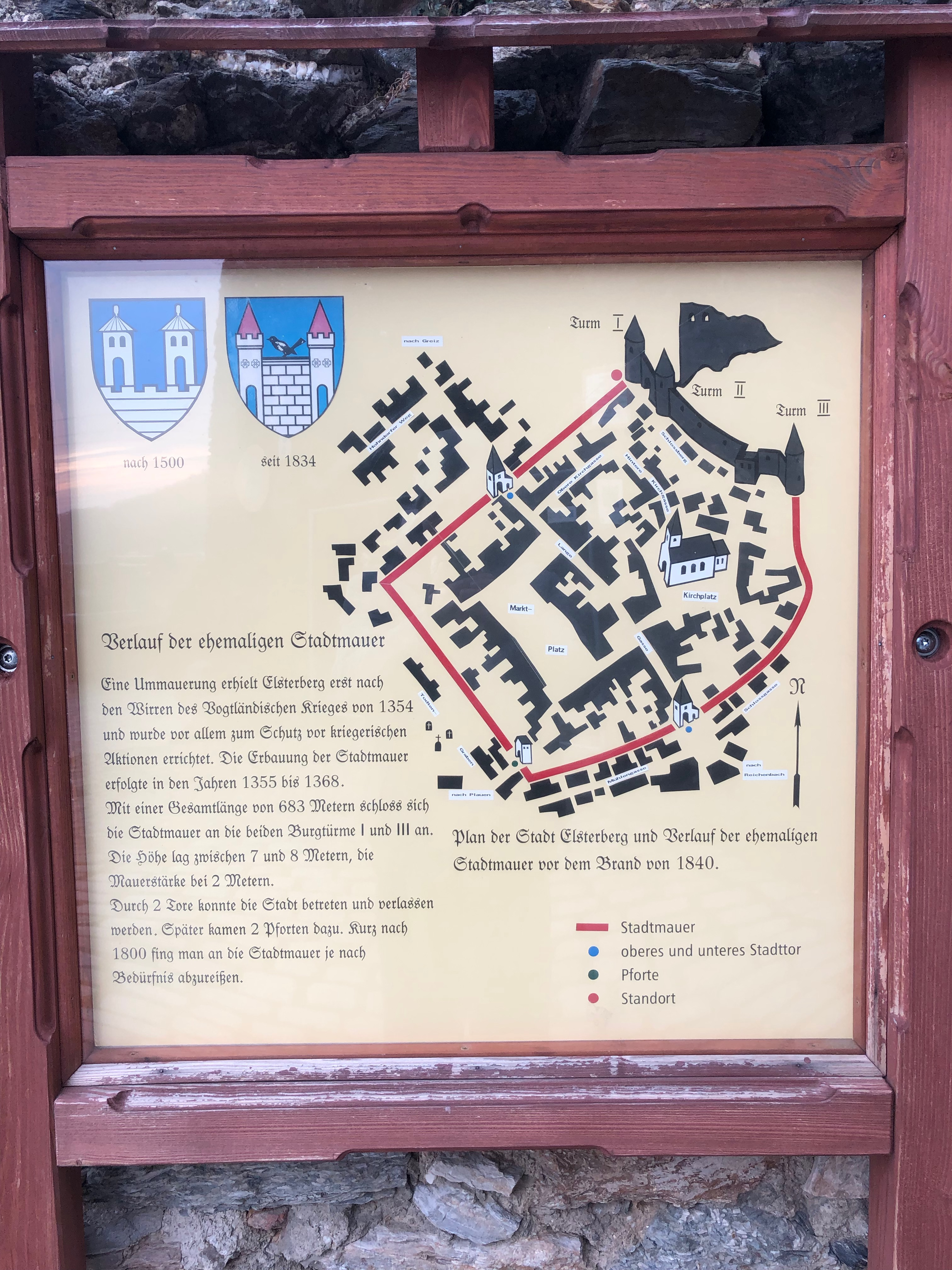
Infotafel Stadtmauer

Schon vor der Errichtung der jetzt noch als Ruine vorhandenen Burg befand sich in der Nähe eine befestigte Anlage. Das Herrschaftsgebiet im Nordosten des Vogtlandes wurde im Zuge der deutschen Ostkolonisation, von den Lobdeburgern, mit ihrem Sitz auf der Lobdeburg bei Jena, errichtet. Durch die Ansiedlung fränkischer und thüringischer Siedler schufen sie einen Gegenpol zu den Besiedelungen der Vögte von Weida. Die Herrschaft war eine Enklave in dem von den Vögten beherrschten Gebietes. Die errichtete Burg war in ihrer Ausdehnung eine der größten Burgen in dem Gebiet.
Zusammen mit den Vögten von Weida gründeten sie eine Kirche. Einen Streit über die Rechte an diesem Bauwerk konnte erst 1225 in einem Vertrag gelöst werden.
Die Herren von Lobdeburg betrieben in ihrem Gebiet Bergbau und besaßen eine Münze. Im Zuge des Vogtländischen Krieges wurde die Burg 1354 zerstört und die Lobdeburger mussten die Lehnshoheit der Wettiner anerkennen. Die Wettiner richteten nun die Verwaltung nach ihrem Muster ein.
Die Burg wurde bis 1366 an selber Stelle wieder aufgebaut und die errichtete Stadtmauer wurde Teil der Wehranlage. Im Jahr 1394 starb die Elsterberger Linie der Lobdeburger aus. Der bis dahin lobdeburgische Ort Fröbersgrün erschien in diesem Jahr erstmals als Besitz der Reußen zu Greiz.
Als im 1395 die Burg Elsterberg in den Besitz der Wettiner gelangte, verpfändeten sie es an die Herren von Wolframsdorf und ab 1437 kam sie in den Besitz der Familie von Bünau.
Die von Bünau gründeten 1495 innerhalb der Ringmauer einen neuen Rittersitz, den Frankenhof. 1636 gaben die Herren von Bünau die Burg auf und verkauften Burg und Stadt an Carol Bose auf Netzschkau. Bis 1698 wurden die Anlagen zu Wohnzwecke genutzt und verfielen danach immer mehr. Nach einem Stadtbrand 1840 versorgten sich viele Elsterberger mit Baumaterial von der Burg.
Von 1680 bis 1715 war die Herrschaft Elsterberg Teil des Herzogtum Sachsen-Zeitz.

## Zugehörige Orte
| Ort                            | heutige Ortszugehörigkeit | Bemerkungen                                                                      |
| ------------------------------ | ------------------------- | -------------------------------------------------------------------------------- |
| Gippe                          | Stadt Elsterberg          | eingemeindet 1868/70, 1. Januar 2011: als Gemeindeteil von Elsterberg gestrichen |
| Sachswitz (sächsischer Anteil) | Greiz                     | 1928 durch Gebietsaustausch an Thüringen abgetreten                              |
| Noßwitz                        | Stadt Elsterberg          | 1972 eingemeindet                                                                |
| Görschnitz                     | Stadt Elsterberg          | 1993 eingemeindet                                                                |
| Coschütz                       | Stadt Elsterberg          | 1994 eingemeindet                                                                |
| Kleingera                      | Stadt Elsterberg          | 1994 eingemeindet                                                                |
| Cunsdorf                       | Stadt Elsterberg          | 1995 eingemeindet                                                                |
| Christgrün                     | Gemeinde Pöhl             | wurde erst durch die von Bünau selbstständiges Rittergut,                        |
| Brockau                        | Netzschkau                |                                                                                  |
| Scholas                        | Stadt Elsterberg          | 1979 nach Coschütz eingemeindet                                                  |
| Losa                           | Stadt Elsterberg          | 1974 nach Coschütz eingemeindet                                                  |
| Reimersgrün                    | Limbach                   | 1. Januar 1994 eingemeindet                                                      |
| Limbach                        |                           |                                                                                  |

Zeitweise gehörten u. a. auch Fröbersgrün, Jößnitz (anteilig) und Sachswitz zur Herrschaft Elsterberg.

## Jetzige Nutzung der Burgruine
Seit 1883 werden die Ruinen für Heimatfeste genutzt. 1909 wurde die Anlage von der Stadt Elsterberg gekauft. In einem der Rundtürme befindet sich eine Heimatstube.
Im Moment ist die Ruine durch Sanierungsarbeiten gesperrt (Stand August 2018).